# Erlöser-Verklärungs-Kathedrale (Schadrinsk)

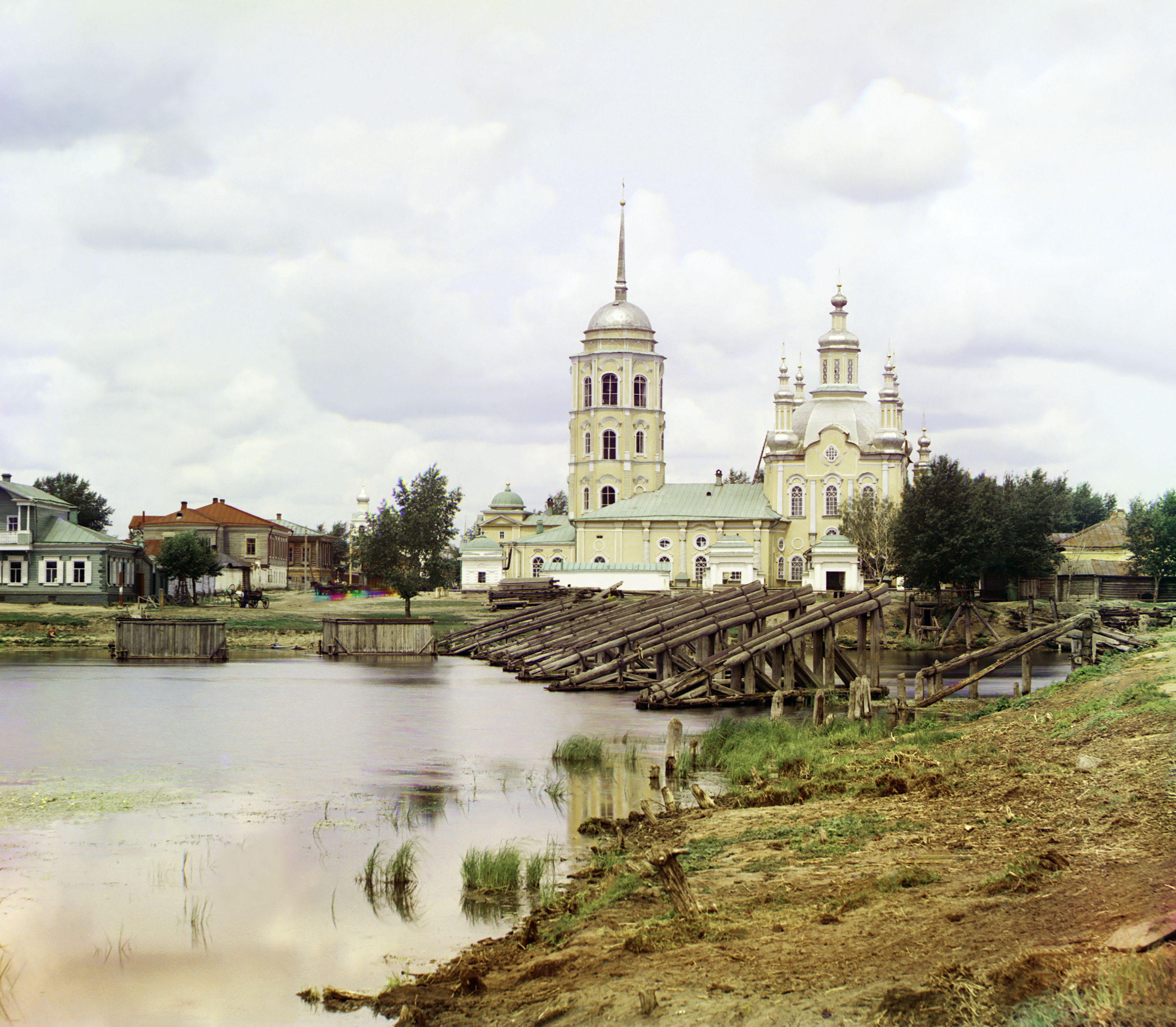
Ansicht der Kirche im Jahre 1912

Die Erlöser-Verklärungs-Kathedrale (Спа́со-Преображе́нский собо́р/Spásso-Preobraschénski sobór) ist der älteste Steinbau der Stadt Schadrinsk.

## Architektur und Baugeschichte
Der Grundstein zur Kathedrale wurde 1771 mit Segen des Bischofs von Tobolsk Warlaam gelegt. Der Bau wurde vom Igumen des Mariä-Entschlafens-(Uspenski-)Klosters Dalmatowo, Adam Arkudinski, geleitet. Der Bau der Kathedrale wurde in zwei Etappen ausgeführt: Gegen Ende des 18. Jahrhunderts erfolgte der Bau des Hauptgebäudes, in den Jahren 1820–1821 der des Glockenturms.
Das architektonische Ensemble der Kathedrale, welches aus der Hauptkathedrale, den Apsiden mit zwei Kapellenanbauten und dem heute nicht mehr vorhandenen Glockenturm besteht, wird zum Ukrainischen Barock mit Einflüssen der russischen Architektur gezählt.
In der ersten Hälfte des 19. Jahrhunderts wurde an der Westseite der Kathedrale der Glockenturm angebracht.
Das Schnitzwerk der Ikonenwand zeichnete sich durch die große Üppigkeit aus.
1907 malte der Moskauer Künstler V. I. Zwezdin die Bilder innerhalb der Hauptkuppel.
Von 1929 bis 1970 war die Kathedrale großen Veränderungen unterworfen: es wurden der Glockenturm, die Portale, die Seiteneingänge, die Umzäunung und die Kapelle der Kathedrale zerstört.